# علی نخجوان
علی نخجوان (زادهٔ ۱۳۰۰ - درگذشته ۳ خرداد ۱۳۷۲) نظامی ایرانی بود، که به‌عنوان نخستین فرمانده پدافند نیروی هوایی ایران فعالیت می‌کرد و سامانه‌های پدافندی ایران را در شهرهای مختلف بنیان گذاشت.

## زندگی‌نامه
علی نخجوان در سال ۱۳۰۰ در شهر تهران زاده شد. پدرش احمد نخجوان، اولین فرمانده نیروی هوایی ایران و اولین خلبان ایرانی بود.

## تحصیلات
علی نخجوان تحصیلات ابتدایی و دبیرستانی خود را در دبیرستان فیروزبهرام به پایان رساند، پس از آن وارد دبیرستان نظام شد تا علوم و فنون نظامی را فراگیرد. در سال ۱۳۲۳ با درجه ستوان دومی از دانشکده افسری و در سال ۱۳۲۵ با درجه ستوان یکی از آموزشگاه خلبانی فارغ‌التحصیل شد. او به عنوان معلم همان در بازرسی نیروی هوایی شاهنشاهی مشغول انجام وظیف شد. او خلبان هواپیماهای ایگرموس، هاتیک، انسن، داکوتا، ال ۴ و ال۵ بود.

## بنیانگذاری پدافند هوایی ایران
علی نخجوان در سال ۱۳۳۴ جهت گذراندن دوره رادار به کشور انگلستان اعزام شد و پس از اتمام آن، اولین واحد رادار نیروی هوایی را در دوشان تپه در سال ۱۳۳۵ تشکیل داد. با کوشش وی، واحدهای رادار در شهرهای تبریز و بابلسر در سالهای ۱۳۴۱ و ۱۳۴۲ عملیاتی شدند و اولین افسرانی که در کنار وی آموزش دیده بودند، با عنوان رادار کنترلر در این واحدها مشغول انجام وظیفه شدند.

تا سال ۱۳۴۲ این واحد به نامهای مختلفی از جمله: آموزشگاه رادار، واحد رادار و تیپ هوایی شناخته می‌شد که در نهایت به عنوان فرماندهی پدافند هوایی تغییر نام یافت. در زمان فرماندهی وی، سامانه پدافند هوایی شامل ۴ دستگاه کامیون آنتن، ۴ دستگاه کامیون ردیاب، ۴ دستگاه تعمیرگاه و ۴ دستگاه مولد برق بودند که در نیروی هوایی به کار گرفته می‌شدند.